# 乌日霍罗德建立十字圣架主教座堂
乌日霍罗德建立十字圣架主教座堂（烏克蘭語：Ужгородський кафедральний собор）是魯塞尼亞禮天主教穆卡切沃教區的主教座堂，位于乌克兰乌日霍罗德。
该堂由耶稣会建于1646年，巴洛克建筑风格，得到了 Drugeth 家族捐赠的资金。它在拉科齐独立战争期间遭受了一些损坏。1773年耶稣会被取缔后，玛丽亚·特蕾西娅女皇 让希腊天主教徒占用这座建筑。1848年，该堂按拉斯洛·法布里的新古典主义设计进行了翻新。
在苏联时期（1945-1991年），该建筑被交给俄罗斯正教会。1991年10月10日，在希腊天主教会合法化并恢复后，该堂归还给鲁塞尼亚礼天主教穆卡切沃教区。2003 年6月28日，真福 Theodore Romzha 的圣髑移到该堂。
根据穆卡切沃教区的官方网站，主教现在仍然出缺。